# Stefano Caruso

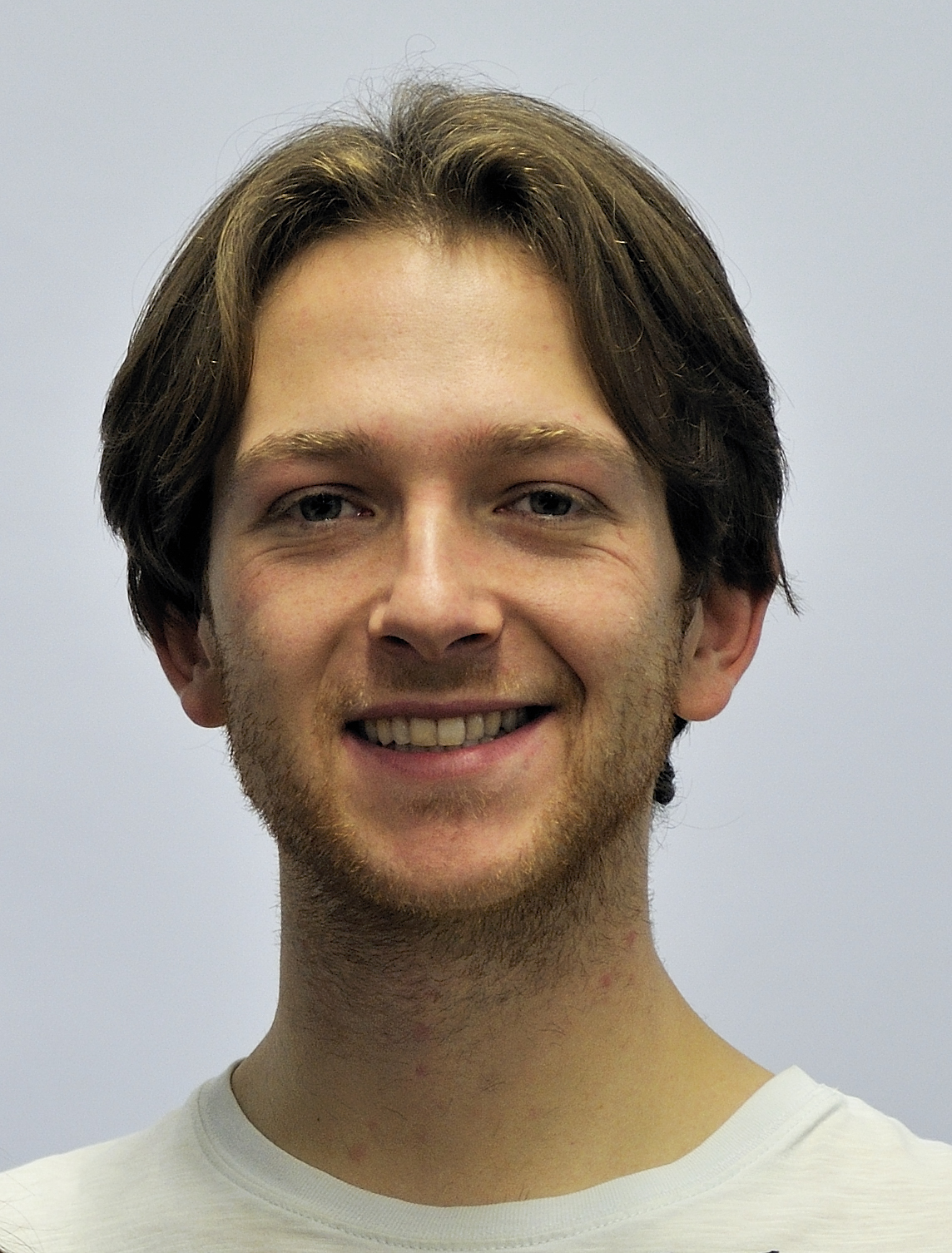
Stefano Caruso (2014)

Stefano Caruso (* 19. April 1987 in Rom) ist ein deutsch-italienischer Eiskunstläufer und Eistänzer.

## Leben und Wirken
Caruso begann im Alter von neun Jahren mit dem Eiskunstlauf, und von Beginn an trainierte er Eistanz. Seine erste Eistanzpartnerin war Isabella Pajardi seit 2000. Sie wurden 2008 italienische Juniorenmeister und Neunte der Juniorenweltmeisterschaften 2008. Das Duo trennte sich 2010.
Stefano Caruso lief anschließend ab 2010 mit Tanja Kolbe. Das Paar startete für Deutschland. Sie wurden 2012 Deutsche Vizemeister im Eistanz. Nach dem sehr erfolgreichen Debüt bei den Europameisterschaften 2012 trennte sich das Paar.
Er fand noch 2012 eine neue Eistanzpartnerin in Juliane Haslinger aus Chemnitz. Diese Partnerschaft wurde jedoch im Juli 2012 wieder aufgegeben, weil sich das Eistanzpaar Kolbe/Caruso wieder zusammengefunden hatte: Die beiden starteten bei weiteren Europameisterschaften (2013/Platz 8, 2014/Platz 11), einer Weltmeisterschaft (2014/Platz 21) und den Olympischen Winterspielen in Sotschi (Platz 19), bis sie sich 2014 wieder trennten.

## Erfolge/Ergebnisse

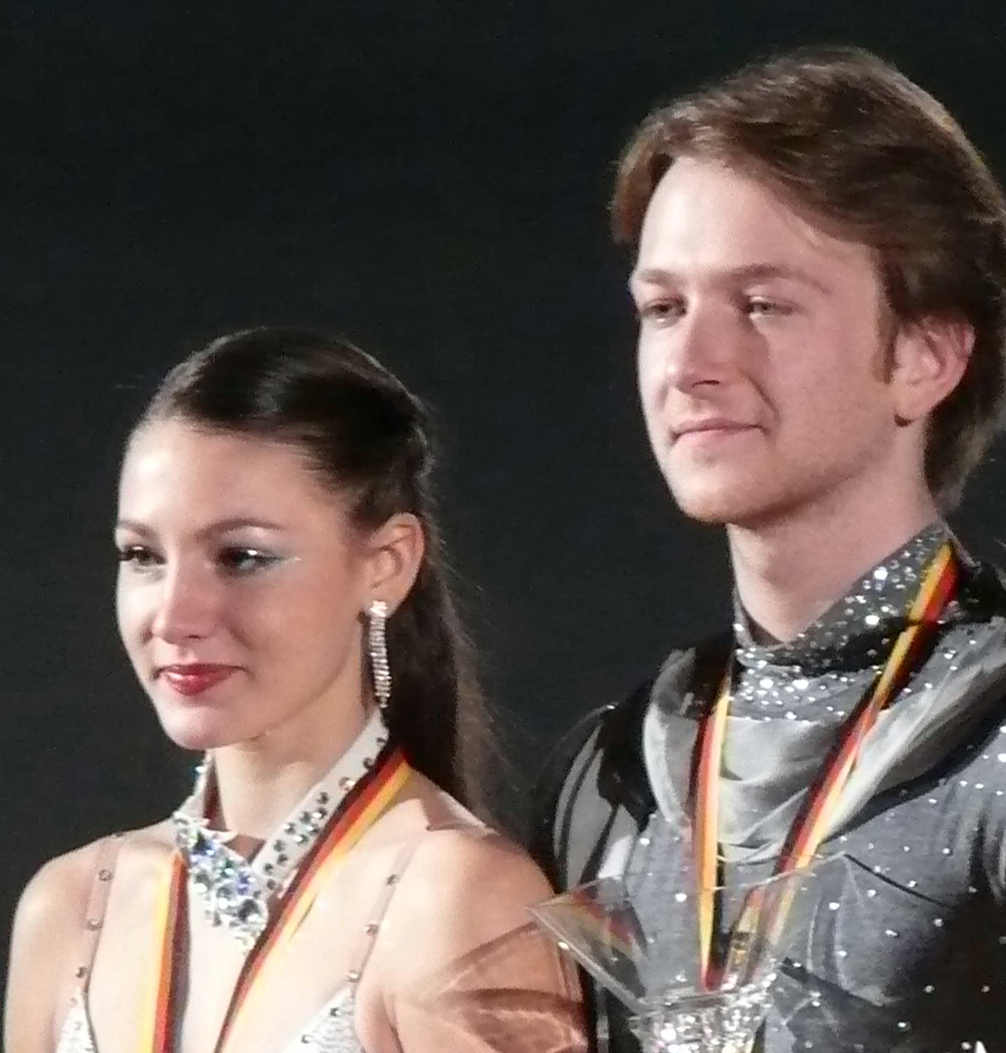
Kolbe und Caruso bei der Deutschen Meisterschaft 2012

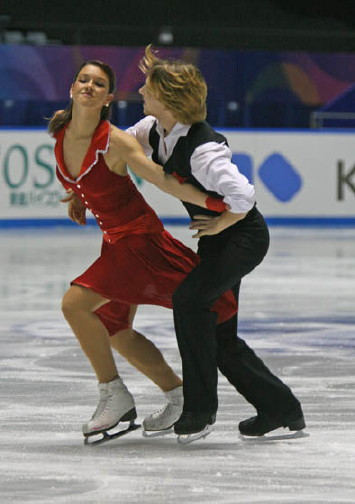
Pajardi und Caruso bei der NHK Trophy 2008.

(mit Tanja Kolbe)
| Wettbewerb/Wintersaison  | 2010–2011 | 2011–2012 | 2012–2013 |
| ------------------------ | --------- | --------- | --------- |
| Europameisterschaften    | -         | 12.       | 8.        |
| Deutsche Meisterschaften | 3.        | 2.        | 2.        |
| NRW Trophy               | 8.        | 1.        |           |

(mit Isabella Pajardi)
| Wettbewerb/Wintersaison                    | 2002–03 | 2003–04 | 2004–05 | 2005–06 | 2006–07 | 2007–08 | 2008–09 | 2009–10 |
| ------------------------------------------ | ------- | ------- | ------- | ------- | ------- | ------- | ------- | ------- |
| Europameisterschaften                      |         |         |         |         |         |         | 16.     |         |
| Juniorenweltmeisterschaften                |         |         |         |         |         | 9.      |         |         |
| Italienische Meisterschaften               | 6. J.   |         | 4. J.   | 3. J.   | 3. J.   | 1. J.   | 3.      |         |
| NHK Trophy                                 |         |         |         |         |         |         | 10.     |         |
| Nebelhorn Trophy                           |         |         |         |         |         |         |         | 10.     |
| Golden Spin of Zagreb                      |         |         |         |         |         |         | 5.      |         |
| Winter-Universiade                         |         |         |         |         |         |         | 9.      |         |
| Junioren Grand Prix Finale                 |         |         |         |         |         | 7.      |         |         |
| Junioren Grand Prix, Bulgarien             |         |         |         |         |         | 1.      |         |         |
| Junioren Grand Prix, Österreich            |         |         |         |         |         | 3.      |         |         |
| Junioren Grand Prix, Tschechische Republik |         | 10.     |         |         | 8.      |         |         |         |
| Junioren Grand Prix, Frankreich            |         |         |         |         | 11.     |         |         |         |
| Junioren Grand Prix, Polen                 |         |         |         | 11.     |         |         |         |         |
| Pavel Roman Memorial                       | 11. J.  |         | 5. J.   |         |         |         |         |         |
| J. = Junior level                          |         |         |         |         |         |         |         |         |

- J = Junioren; WD = zurückgezogen